# Boberka (Ukraina)
Boberka (ukr. Боберка) – wieś na Ukrainie, w obwodzie lwowskim, w rejonie samborskim (wcześniej w rejonie turczańskim). Liczy około 1203 mieszkańców.
Pierwsze wzmianki o miejscowości pochodzą z 1537.
W połowie XIX wieku właścicielem posiadłości tabularnej w Boberce był Marceli Pilatowski.
W 1921 liczyła około 1512 mieszkańców. Przed II wojną światową w granicach Polski, wchodziła w skład powiatu turczańskiego.

## Ważniejsze obiekty
- Cerkiew greckokatolicka